# Politionele actie
Een politionele actie is een geïsoleerde militaire actie waarvoor geen oorlogsverklaring vereist is. Politionele acties zijn bedoeld om te reageren op een staat die in strijd is met internationale verdragen of normen of die een agressieve daad heeft gepleegd of dreigde te veroorzaken. Tegenwoordig bezigt men vaker de Engelse term counter-insurgency (anti-oproeroperatie).
De eerste keer dat de term politionele acties werd gebruikt was in 1883, verwijzend naar pogingen van Nederlandse en Engelse troepen om de 28 man bemanning van de SS Nisero te bevrijden, die gegijzeld werd. De Nederlandse term politionele acties werd hiervoor gebruikt.

## Internationaal recht
Volgens internationaal recht, Handvest van de Verenigde Naties hoofdstuk VII, zijn politionele acties onder twee omstandigheden toegestaan. In beide gevallen is de term in de (Engelse) tekst van het handvest 'handhavingsactie'; de term 'politioneel optreden' wordt niet gebruikt. Politionele acties zijn specifiek toegestaan door de Veiligheidsraad op grond van artikel 53 (voor regionale actie) of artikel 42 (voor mondiale actie).
Artikel 53
Indien daartoe aanleiding bestaat, maakt de Veiligheidsraad van zulke regionale akkoorden of instellingen gebruik voor de uitvoering van op zijn gezag ondernomen dwangacties. Evenwel worden er geen dwangacties ingevolge regionale akkoorden of door regionale instellingen ondernomen zonder machtiging van de Veiligheidsraad, behoudens wanneer het maatregelen betreft tegen een vijandelijke staat zoals omschreven in het tweede lid van dit artikel, welke zijn voorzien in artikel 107 of in regionale akkoorden gericht tegen hervatting van een beleid van agressie van de kant van zulk een staat, totdat de Organisatie, op verzoek van de desbetreffende regeringen, zou worden belast met de verantwoordelijkheid voor het voorkomen van verdere agressie van de kant van zulk een staat.
Artikel 42
Mocht de Veiligheidsraad van oordeel zijn dat de in artikel 41 bedoelde maatregelen onvoldoende zouden zijn of dat zij onvoldoende zijn gebleken, dan kan hij overgaan tot zulk optreden door middel van lucht-, zee- of landstrijdkrachten als nodig is voor de handhaving of het herstel van de internationale vrede en veiligheid. Zulk optreden kan omvatten demonstraties, blokkades en andere operaties door lucht-, zee- of landstrijdkrachten van Leden van de Verenigde Naties.

## Voorbeelden
- Operaties van het Korps Marechaussee te voet in Atjeh om gedurende tientallen jaren opstanden te voorkomen en te onderdrukken.
- Twee militaire offensieven tijdens de Indonesische Onafhankelijkheidsoorlog werden politionele acties genoemd.
- In het begin van de Koreaanse Oorlog werden de militaire operaties door de Amerikaanse president Truman als 'politionele acties' aangeduid.[5]
- De Indiase annexatie van de staat Hyderabad in 1948 werd een politionele actie genoemd.[6]
- De Vietnamoorlog werd door het Amerikaanse congres een politionele actie genoemd.
- De VN hebben in 2011 het politioneel optreden in Libië goedgekeurd om burgers te beschermen tegen de gewelddadige opstand tegen Moammar al-Qadhafi.

## Politioneel versus politieel
Waar het een optreden van de politie betreft, is de term 'politieel' meer gebruikelijk. Dit woord is waarschijnlijk gevormd naar het voorbeeld van 'justitieel'. Hoewel 'politioneel' in deze context een ouder woord is, wordt tegenwoordig de voorkeur gegeven aan 'politieel'.